# 이승희 (1922년)
이승희(李升熙, 1922년 3월 23일(음력 2월 18일) ~ 2009년 7월 29일)는 대한민국의 공무원, 정치인이다. 1960년 경산군수, 1961년 영일군수, 경주군수, 1963년 월성군수, 경주시장, 1965년 안동군수, 안동시장, 1975년 포항시장, 1980년 다시 안동시장을 역임했다. 그밖에 대구직할시부시장, 평화통일자문회의 위원 등을 역임했다. 1967년과 1980년 두번 안동시장을 역임했다. 본관은 우계(羽溪)이고 호는 석하(石荷)이다.

## 생애

### 초기 활동
경상북도 영주 상망동 출신으로, 도촌 이수형의 16대손이며 아버지는 이근춘(李根春)이고 어머니는 고령박씨 박병남(朴柄南)으로, 박승구(朴昇九)의 딸이다. 이근춘의 5남 3녀 중 다섯째 아들로 태어났다. 도촌 수형의 둘째 아들 전설서별좌 양근(養根)의 15대손이며, 12대조 이염(李廉)이 봉화 도촌에서 영주 망동으로 이주하여 정착했다. 조부 윤수와 아버지 근춘은 유학자였으며, 조부 윤수는 소수서원 원장을 역임했다.
경기고등보통학교를 졸업하고 공무원에 임용되었다. 판임관 시험에 합격하여 예천군청 지방공무원으로 공직 생활을 시작하였다.

### 관료 생활
그후 예천군청 주사, 1952년 경상북도청 사회지방과 주사 등을 역임했다. 그뒤 예천군 내무과장, 경상북도청 서무과장을 거쳐 봉화군청 내무과장으로 부임하였다. 1957년 봉화군 내무과장으로 재직 중, 그해 9월 1일 경상북도 봉화군을 방문한 가짜 이강석(李康石)을 영접, 봉화경찰서장 이만석(李翊煥)과 각각 1만 환의 여비를 건네주었다.
그 뒤 지방행정참사(地方行政參事)를 거쳐 내무부 내무국 서무과로 발령되었다. 1960년 5월 13일 군수로 승진하여 경북 경산군수가 되고 1961년 3월 14일 영일군수로 부임하였다. 1961년 7월 1일 경주군수로 부임하였으나 영일군수 후임자가 정해지지 않아 7월 14일 후임자가 정해질 때까지 경주군수로 영일군수를 겸임하였다. 7월 15일 영일군수 후임자가 부임하였다.
경주군수로 재직 중 1963년 1월 1일 행정사무관에서 행정서기관으로 승진하여 다시 월성군수로 부임하였다. 1963년 2월 1일 경주시장이 되었다가 1965년 3월 25일 이임하였다.
1965년 3월 27일 경북 안동군수로 부임하였다가 1967년 11월 14일 대기발령으로 이임하였다. 11월 16일 안동시장이 되고 1970년 3월 경상북도 보사국장, 1970년 9월 5일 경상북도 내무국장이 되었다. 1975년 부이사관으로 승진, 9월 3일 포항시장이 되었다.
포항시장 재직 중 일본 광도현(廣島縣) 복산시(福山市) 다찌이시 사다오(立石定夫) 시장 일행을 초청하여 시정현황을 설명하고 지방행정에 대한 의견을 교환했다. 그해 8월 1일 3급을 이상 공무원 인사이동 때 포항시장에 유임되었다.

### 생애 후반
1980년 4월 4일 다시 안동시장으로 부임하였다. 이후 경상북도 보건사회국장을 거쳐 대구직할시부시장, 대구시정치자문위원회 위원 등을 역임하였다. 퇴임 후 대구시선거관리위원회 위원, 1984년 대구시지방행정동우회 회장이 되고, 1995년 평화통일자문회의 위원에 위촉되었다. 
2002년 대구시지방행정동우회 명예회장에 추대되었다. 2009년 7월 23일 경북대학교병원에서 사망하였다.

### 사후
묘소는 경상북도 칠곡군 지천면 낙산리 현대공원묘지에 있다.

## 약력
- 대구사범학교[10]
- 1942년 경기고등보통학교 졸업
- 예천군청 내무과장
- 경상북도청 서무과장
- 1957년 봉화군청 내무과장
- 1960년 - 1960년 5월 12일 경상북도 내무국 서무과 참사
- 1960년 5월 13일 - 1961년 3월 4일 경상북도 경산군수
- 1861년 3월 14일 - 1961년 7월 14일 영일군수
- 1961년 7월 1일 - 1963년 2월 1일 월성군수
- 1963년 1월 1일 행정서기관으로 승진
- 1963년 1월 4일 경주군수에 유임
- 1963.2.1 - 1965.3.25 경주시장
- 1965.03.27 - 1967.11.14 안동군수
- 1967.11.16 - 1970.03.02 안동시장
- 1970년 3월 3일 경상북도청 보건사회국장
- 1970년 9월 4일 경상북도청 내무국장
- 1975년 부이사관으로 승진
- 1975년 9월 3일 - 1980년 4월 3일 포항시장
- 1978년 8월 1일 포항시장 재임명
- 1980.04.04 - 1980.07.09 안동시장
- 경상북도청 보건사회국장
- 대구직할시부시장
- 1984년 대구시지방행정동우회 회장
- 대구시 선거관리위원회 위원
- 1995년 ~ 민주평화통일자문회의 자문위원
- 2002년 ~ 2009년 대구시지방행정동우회 명예회장

## 학력
- 대구사범학교
- 1942년 경기고등보통학교 졸업

## 상훈 경력
- 대통령 표창, 1964년

## 가계
- 아버지 : 이근춘(李根春, 1883년 ~ 1954년)
- 어머니 : 박병남(朴柄南, 1881년 ~ 1967년), 고령박씨 박승구(朴昇九)의 딸, 조부는 진사 우상(遇尚), 세마 박려 후(洗馬 朴欐后)
- 부인 : 이원진(李源進, 1925년 ~ ?), 진성이씨 이율호(李律鎬)의 딸

## 참고 문헌
- 안동시지
- 안동군지
- 경주시사
- 포항시지

## 참고 자료
- 안동시 역대 시장[깨진 링크(과거 내용 찾기)]
- 안동군 역대 군수[깨진 링크(과거 내용 찾기)]
- [http://gbgs.go.kr/openoffice/page.jsp?site_id=openoffice&mnu_uid=3382%5B깨진+링크(과거+내용+찾기)%5D 경산시 역대 군수]
- 포항시 역대 시장 군수
- 경주시 역대 시장[깨진 링크(과거 내용 찾기)]